# Peruviani in Italia

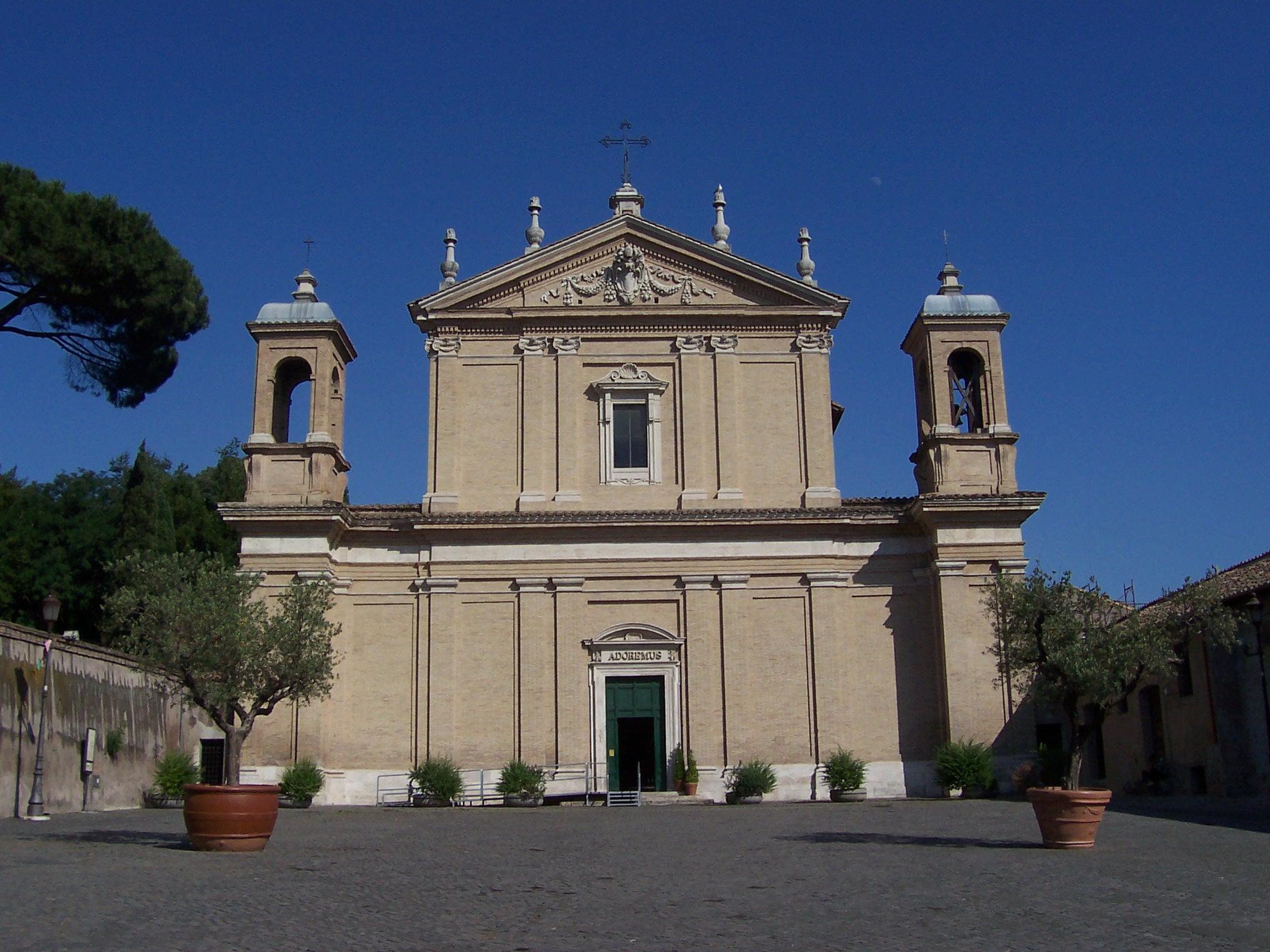
Basilica di Sant'Anastasia al Palatino, chiesa nazionale della comunità peruviana di Roma

La presenza di peruviani in Italia risale agli anni '80.
Al 1º gennaio 2023 erano residenti in Italia 98 733 immigrati regolari dal Perù. Nel 2006 erano 66 506. Le sei città con le principali comunità di peruviani sono: Milano (15 523), Roma (11 818), Torino (6 974), Firenze (5 908), Genova (2 365) e Bologna (1 370). Inoltre il 44% dei Peruviani residenti in Italia vive nella regione Lombardia con 43 339 abitanti, principalmente nell'Area metropolitana di Milano, mentre la restante percentuale vive nelle altre regioni, tra cui Lazio (15%), Piemonte (12%) e Toscana (11%).